# Thanatose
La thanatose, ou simulacre de mort, du grec thanatos (θάνατος), qui signifie « mort », désigne le comportement défensif de certains animaux qui consiste en un raidissement total du corps (catalepsie) en présence d'un danger, ou comme simple réaction de contact, dans le but de simuler un état de mort apparente. Ce moyen naturel de défense se rencontre fréquemment chez de nombreux coléoptères et chez certains reptiles.

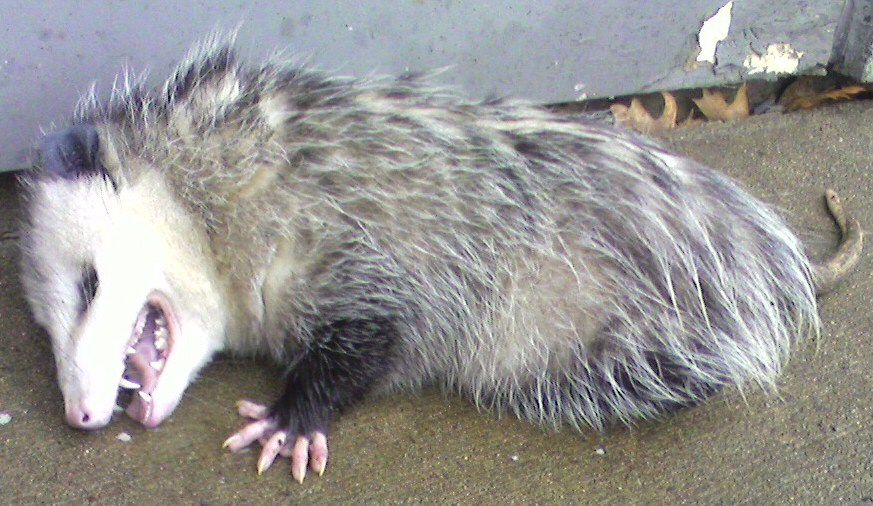
Opossum « faisant le mort», en libérant alors aussi des sécrétions anales.

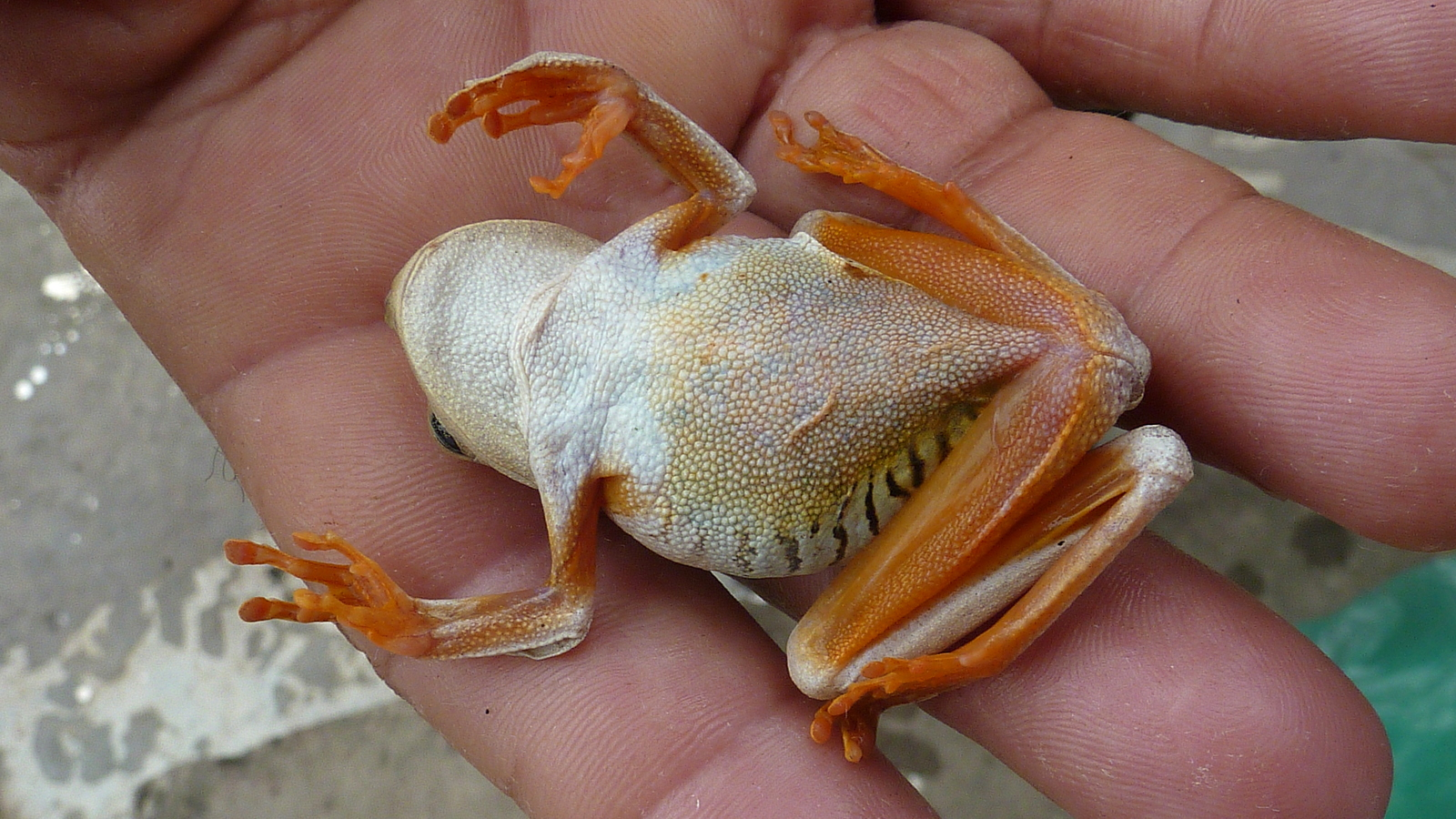
Hypsiboas crepitans en état de thanatose.

## Utilité
C'est un comportement soit d'attaque, soit de défense, selon qu'il s'agit d'un prédateur ou d'une proie.
L'animal chassé feint d'être mort, comme ultime ressource, quand le prédateur ne lui laisse aucune voie de fuite. La proie essaie de décourager le prédateur ; en effet beaucoup d'animaux ne mangent pas les cadavres dont la chair pourrait être en état de putréfaction.
Le prédateur finit par s'éloigner et la proie en profite pour s'échapper rapidement.

## Limites
La proie, par cette immobilisation réflexe, ne réussit pas toujours à se soustraire à ses prédateurs qui peuvent se contenter de se nourrir de cadavres.

## Exemples

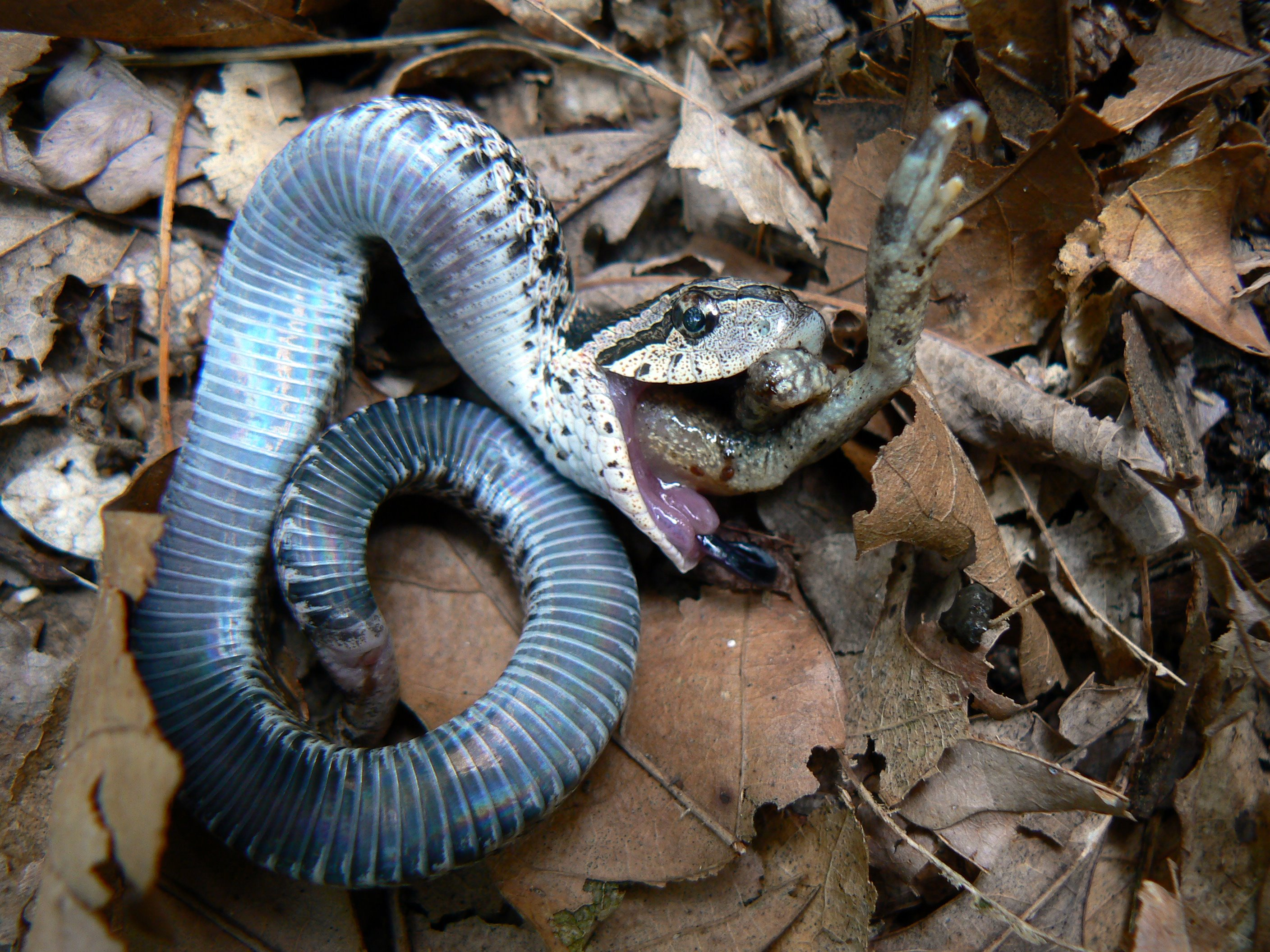
Heterodon platirhinos en état de thanatose.

Certains insectes comme les coléoptères adoptent ce moyen de défense en se laissant tomber au sol, ce qui leur permet de se fondre dans le paysage.
Chez les reptiles, certains colubridés, comme la couleuvre, sont connus pour mettre en œuvre cette stratégie de défense. S'ils sont dérangés, ils s'étendent, le ventre tourné vers le haut, ouvrent la gueule et relâchent par le cloaque un liquide malodorant qui simule l'odeur d'un  cadavre.
Les lézards par contre se contentent de rester immobiles.
Certaines espèces d'oiseaux la pratiquent aussi, comme le martin-pêcheur (proie) qui, lorsqu'il est effrayé, tend ses muscles presque jusqu'au spasme, donnant l'impression d'être mort depuis un temps. 
Chez le renard (prédateur), le comportement est le même, mais le but est de faire s'approcher le plus possible la proie convoitée, un lièvre le plus souvent, pour pouvoir la capturer plus facilement sans avoir à courir.